# Guitar Player
Guitar Player er et udbredt engelsksproget magasin, omhandlende guitarer. Magasinet omfatter bl.a.:
- Lektioner
- Anmeldelser
- Interviews

| Musik | Spire Denne musikartikel er en spire som bør udbygges. Du er velkommen til at hjælpe Wikipedia ved at udvide den. |